# Oedecnema gebleri
Oedecnema gebleri är en skalbaggsart som först beskrevs av Ludwig Ganglbauer 1889.  Oedecnema gebleri ingår i släktet Oedecnema och familjen långhorningar. Inga underarter finns listade i Catalogue of Life.